# Parafia św. Maksymiliana Marii Kolbego w Szczukach
Parafia św. Maksymiliana Kolbego w Szczukach – parafia rzymskokatolicka należąca do dekanatu Biała Rawska diecezji łowickiej.
Erygowana 15 października 1987 dekretem Prymasa Polski, Kardynała Józefa Glempa nr 5869/A/87 z dnia 1 października 1987 r.
Miejscowości należące do parafii: Chodnów, Gośliny, Janów, Józefów, Kazimierki, Konstantynów, Potencjanów i Szczuki.
8 grudnia 2003 pierwszy biskup łowicki Alojzy Orszulik dokonał poświęcenia kościoła parafialnego pod wezwaniem św. Maksymiliana Kolbego ustanawiając go diecezjalnym Sanktuarium św. Maksymiliana Marii Kolbego, kapłana i męczennika. Ojcowie Franciszkanie z Niepokalanowa przekazali dla Sanktuarium relikwie świętego Patrona.
Obok Sanktuarium została przygotowana Kalwaria ze stacjami Drogi Krzyżowej.
Na cmentarzu w Szczukach znajdują się uporządkowane groby powstańców styczniowych, oraz poległych w walkach w czasie wojen światowych. Mogiły ze szczątkami poległych złożono pod Ścianą Pamięci Narodowej.
Sanktuarium Św. Maksymiliana Marii Kolbego jest miejscem pielgrzymkowym, do którego przybywają pielgrzymki piesze, autokarowe, czy rowerowe. Pielgrzymuje tutaj także wiele osób i rodzin z osobistymi intencjami.